# Рейхстаг (Священная Римская империя)

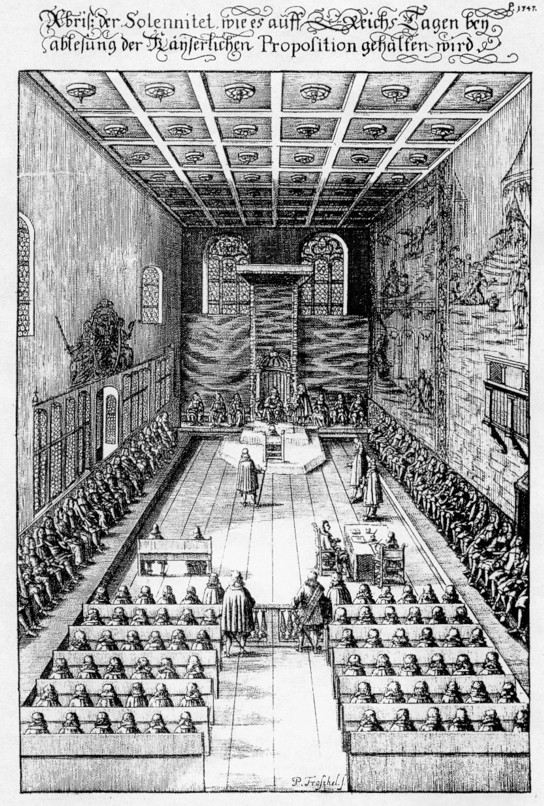
Заседание рейхстага Священной Римской империи, 1675 год.

Рейхстаг (нем. Reichstag — «имперское собрание», «имперский сейм») — высший законосовещательный орган Священной Римской империи (Германо-римской империи). 
Предшественником рейхстага в качестве института, представляющего интересы политической знати империи, являлся гофтаг — надворный совет при императоре, возникший в XII веке, а до этого германское народное собрание, состоящее из свободных мужчин называлось Таг. В рамках проведения «имперской реформы» в 1495 году было достигнуто соглашение между императором Максимилианом I и высшими сословиями империи об учреждении рейхстага как высшего представительного органа имперских сословий с законодательными и судебными функциями. Вестфальским мирным договором 1648 года полномочия имперского сейма были существенно расширены, в результате чего он превратился в верховный законодательный орган власти и центральный элемент всей конституционно-правовой системы Священной Римской империи. С 1663 года рейхстаг приобрёл постоянный характер и до падения империи в 1806 году заседал в Регенсбурге.

## История
Процесс становления рейхстага как представительного органа власти Священной Римской империи растянулся на несколько веков. Ещё в IX веке франкские короли созывали время от времени собрания представителей высшей духовной и светской знати для обсуждения политических вопросов или утверждения тех или иных действий короля. В Восточнофранкском королевстве территориальная аристократия была традиционно особенно сильна, а правители племенных герцогств обладали правом избрания короля.
После основания в 962 году Священной Римской империи высшая германская знать сохранила свои прерогативы и влияние. На созываемых императорами съездах крупнейших немецких князей и высших церковных иерархов (гофтагах) решались вопросы войны и мира, отношений с папским престолом и иностранными державами, осуществлялось правосудие, утверждались указы императора. Состав участников таких гофтагов и чёткий объём полномочий этого органа не был определён. Не существовало и постоянного места проведения собраний: гофтаги созывались там, где в это время находился император. Постепенное ослабление центральной власти и расширение прерогатив территориальных князей с XIII века привели к дальнейшему росту политического значения собраний имперской аристократии. В XIV веке сформировался узкий круг наиболее влиятельных князей, закрепивших за собой право избрания императора и участия в управлении страной. «Золотая булла 1356 года» признала прерогативы коллегии семи курфюрстов и утвердила принцип территориального суверенитета имперских князей в пределах своих владений.
С начала XV века, в условиях существенного ослабления императорской власти и падения эффективности функционирования императорских институтов, орган сословного представительства приобрёл особое значение. Имперские сеймы первой половины XV века стали центром обсуждения и разработки проектов реформирования системы управления империей, а в период правления Фридриха III, занятого проблемами в своих наследственных землях и подолгу отсутствующего в империи, самостоятельность имперского сейма резко возросла. Он уже не являлся исключительно придворным советом и функционировал практически без участия императора. К участию в рейхстагах стали привлекаться широкие слои высшей имперской аристократии и свободные города. Под давлением сословий Максимилиан I в 1489—1495 годах начал осуществление глубоких преобразований в системе управления Священной Римской империи, вошедших в историю под названием «Имперская реформа». Высшие имперские институты — имперский сейм, имперский камеральный суд и, позднее, имперское правительство — были отделены от придворной администрации и приобрели чётко определённый конституционно-правовой статус, состав и структуру. Имперский сейм (рейхстаг) превратился в центральный элемент системы управления и главный орган представительства имперских сословий, которому были переданы законодательные функции. Отныне император был обязан следовать решениям, принятым рейхстагом, и не мог начинать войну или заключать мир без согласия сословий.
Рейхстаги конца XV — начала XVI века совместно с императором осуществили целый комплекс мероприятий, трансформировавших средневековую империю в соответствии с требованиями нового времени и обеспечили действенный контроль над ситуацией внутри страны. Начало Реформации частично парализовало работу рейхстагов, однако именно опора на сословное представительство позволила в середине XVI века достичь конфессионального компромисса и восстановить работоспособность имперских учреждений. После утверждения Аугсбургского религиозного мира в 1555 году рейхстаг стал играть роль барометра внутренней стабильности империи, что характеризовалось частными созывами рейхстага во второй половине XVI века. В то же время роль имперских городов в составе рейхстага, усилившаяся в период Реформации, начала снижаться, их мнение постепенно переставало учитываться при решении текущих проблем.
В начале XVII века углубление конфессиональных противоречий внутри сословного общества вновь парализовало работу рейхстага: разногласия между католиками и протестантами привели к срыву рейхстагов в 1608 и 1618 годах. Распад рейхстага как органа сословного представительства способствовал формированию альтернативных структур — Евангелической унии и Католической лиги, столкновение между которыми привело к Тридцатилетней войне.
Вестфальский мир 1648 года восстановил работоспособность рейхстага и превратил его в высший законодательный орган империи. Рейхстаг приобрёл постоянный характер, его авторитет, стабильность и эффективность функционирования значительно выросли. Фактически баланс власти в Священной Римской империи во второй половине XVII сместился с императора на рейхстаг, который стал центром интеграционных процессов и базовым элементом всей имперской конструкции. 

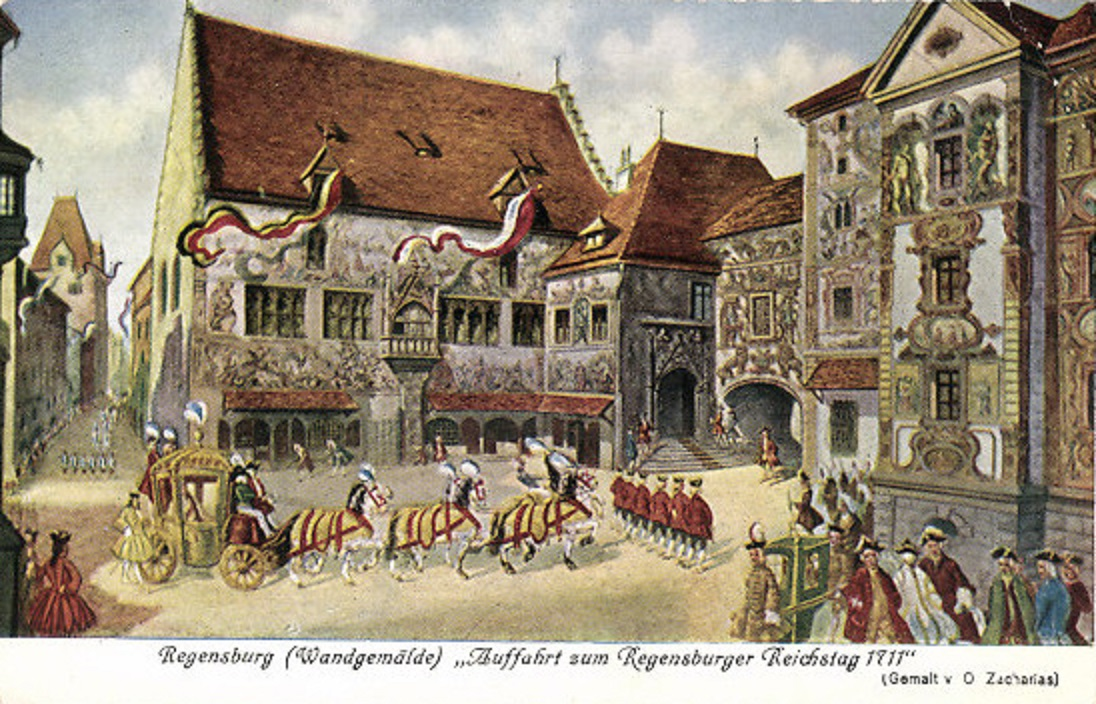
Князья съезжаются в Регенсбург на рейхстаг 1711 года

До 1663 года продолжительность сессий рейхстага обычно не превышала нескольких недель, изредка — месяцев. Открывался рейхстаг торжественным оглашением круга вопросов, вынесенных императором на рассмотрение сословий, закрывался — изданием императором заключительного эдикта («прощального послания к империи»; лат. Recessus Imperii), утверждавшего решения рейхстага. По окончании последнего непостоянного рейхстага — Регенсбургского рейхстага 1653—1654 годов — было издано так называемое «Последнее послание к империи», ставшее одним из основных документов конституционной системы Священной Римской империи.
В 1663 году собран постоянный рейхстаг, заседавший в Регенсбурге практически непрерывно до роспуска империи в 1806 году (за исключением периода Войны за австрийское наследство, когда рейхстаг временно переехал во Франкфурт). Решения рейхстага после приобретения им постоянного характера уже не оформлялись эдиктами императоров, а санкционировались по мере их принятия специальным императорским посланником в Регенсбурге.
До конца своего существования рейхстаг Священной Римской империи не приобрёл характера парламента, оставшись по сути дела советом глав государств. После ликвидации Священной Римской империи название «рейхстаг» использовалось в качестве наименования парламентов Северогерманского союза (c 1866 года) и Германской империи (c 1871 года).

## Компетенция
В компетенцию рейхстага входили важнейшие вопросы внутренней и внешней политики Священной Римской империи, в частности: издание общеимперских законов, объявление войны и заключение мира, образование и упразднение имперских органов управления и суда, созыв и роспуск имперской армии, утверждение налогов и субсидий императору, экономическая политика, вопросы земского мира и сосуществования различных религиозных конфессий, надзор и утверждение приговоров Имперского камерального суда, объявление имперской опалы.

## Структура
С 1489 года рейхстаг состоял из трёх палат:
- Совет курфюрстов (нем. Kurfürstenrat), состоящий из курфюрстов империи под председательством эрцканцлера архиепископа Майнцского. «Золотой буллой» 1356 года права курфюрстов были предоставлены семи государственным образованиям в составе империи (Саксония, Бранденбург, Пфальц, Чехия, Майнц, Трир, Кёльн), Вестфальский мир 1648 года увеличил их число до восьми, а в 1692 году девятым курфюрстом стал Ганновер. Объединение Пфальца и Баварии под властью одного монарха в 1777 году уменьшило численность коллегии курфюрстов до восьми. Наконец, завоевание Францией западного берега Рейна привело к ликвидации в 1803 году курфюршеств Майнца, Трира и Кёльна и учреждению новых курфюршеств Гессена, Бадена, Вюртемберга, Зальцбурга и Ашаффенбург—Регенсбурга.
- Совет имперских князей (нем. Reichsfürstenrat), состоящих из правителей имперских княжеств, архиепископов и епископов, которые имели по одному голосу в совете, и правителей имперских графств, аббатов и приоров имперских монастырей, которые вместе имели четыре и два коллективных голоса, соответственно. Председательствовали на заседаниях Совета попеременно архиепископ Зальцбурга и эрцгерцог Австрии. Общая численность имперских светских и духовных князей, представленных в совете, колебалась в разное время в пределах 75—100 человек, общая численность имперских графов и прелатов — 140—230 человек. В процессе секуляризации церковных владений число голосов духовных князей и имперских прелатов в рейхстаге постепенно сокращалось, поскольку по общему принципу секуляризация не влекла передачи права голоса в рейхстаге новым светским управляющим бывших церковных владений. В 1803 году высшее духовенство империи утратило право территориального суверенитета и лишилось представительства в рейхстаге
- Совет имперских городов (нем. Reichsstädterat), состоящий из представителей свободных имперских городов под председательством бургомистра города, принимающего рейхстаг. Наивысшее представительство города имели в начале XVI века, когда в рейхстаге принимало участие до 84 городов, объединённых в две коллегии. Постепенно, однако, численность членов Совета снижалась, а решением имперской депутации 1803 года права на представительство в рейхстаге были сохранены лишь за шестью свободными городами (Любек, Гамбург, Бремен, Франкфурт, Аугсбург и Нюрнберг).

## Порядок работы
Решение о созыве рейхстага принимал император (с 1519 года — с согласия курфюрстов). Ему же принадлежало исключительное право определять круг вопросов, выносимых на рассмотрение рейхстага. Реального контроля за ходом и темами обсуждения, однако, император не имел. Хотя император считался формальным главой рейхстага, руководство его работой осуществлялось эрцканцлером империи архиепископом Майнцским, являющимся одновременно председателем Совета курфюрстов. Для подготовки своих решений в составе рейхстага формировались комиссии и комитеты по отдельным вопросам, для работы в которых приглашались специалисты — юристы, теологи, финансисты.
Законы, одобренные рейхстагом, вступали в силу после их подписания императором. Для утверждения закона необходимо было единогласное согласие всех палат рейхстага и императора (мнение Совета городов, однако, иногда не учитывалось). В самих палатах для принятия решения требовалось простое большинство голосов. Заседания палат происходили в разных помещениях. Голосование было тайным.
После Вестфальского мира для решения религиозных вопросов был введён принцип конфессионального паритета: члены рейхстага делились на две группы без куриальных границ: Католический блок (лат. Corpus catholicorum) и Евангелический блок (лат. Corpus evangelicorum), которые должны были принимать решения на основе добровольного согласия обеих сторон. Главой Католического блока был курфюрст Баварии, Евангелического — курфюрст Саксонии.

## Список рейхстагов
Перечень рейхстагов Священной Римской империи с 1495 года. О более ранних имперских сеймах см.: Гофтаг.
| Год       | Место проведения | Председатель   | Основные решения |
| --------- | ---------------- | -------------- | --- |
| 1495      | Вормс            | Максимилиан I  | Утверждение «Имперской реформы» и земского мира, учреждение Имперского камерального суда, введение всеобщего налога («общий пфенниг») |
| 1496/97   | Линдау           | Максимилиан I  | Отказ в предоставлении субсидий императору, постановления против роскоши и высылка цыган из Германии |
| 1497/98   | Фрайбург         | Максимилиан I  | Отказ в предоставлении субсидий императору, закон о виноделии и пивоварении |
| 1500      | Аугсбург         | Максимилиан I  | Организация первых шести имперских округов, мероприятия по поддержанию земского мира |
| 1505      | Кёльн            | Максимилиан I  | Урегулирование спора о Ландсгутском наследстве, отклонение предложений по углублению имперской реформы, отказ в предоставлении субсидий |
| 1507      | Констанц         | Максимилиан I  | Упорядочение процедуры формирования и порядка функционирования Имперского камерального суда, предоставление субсидий на поход императора в Италию для коронации |
| 1510      | Аугсбург         | Максимилиан I  | Конфликт между империей и Данией о статусе Гамбурга, признание Гамбурга свободным имперским городом |
| 1512      | Трир/Кёльн       | Максимилиан I  | Завершение организации системы имперских округов |
| 1518      | Аугсбург         | Максимилиан I  | Провал попытки обеспечить избрание Карла Испанского римским королём, отказ от финансирования войны с турками, снятие имперской опалы с Пфальца, выступление Мартина Лютера после закрытия рейхстага |
| 1521      | Вормс            | Карл V         | Выступление Лютера перед рейхстагом, оглашение Вормсского эдикта против Лютера, учреждение Имперского правительства, утверждение имперского матрикула и порядка участия сословий в финансировании войны с турками |
| 1522      | Нюрнберг         | Фердинанд I    | Обсуждение порядка исполнения Вормсского эдикта |
| 1522/23   | Нюрнберг         | Фердинанд I    | Запрет издания лютеранской литературы и пропаганды лютеранства |
| 1524      | Нюрнберг         | Фердинанд I    | Подтверждение Вормсского эдикта, имперский закон о торговле |
| 1525      | Аугсбург         | Фердинанд I    | Умиротворение Германии после Крестьянской войны, приостановление Вормсского эдикта |
| 1526      | Шпайер           | Фердинанд I    | Фактическое приостановление Вормсского эдикта, привлечение имперских сословий к разрешению религиозного конфликта |
| 1529      | Шпайер           | Фердинанд I    | Возобновление действия Вормсского эдикта, Шпейерский протест, осуждение анабаптизма |
| 1530      | Аугсбург         | Карл V         | Провал попытки восстановления единства церкви, оглашение «Аугсбургского исповедания» лютеран, «Тетраполитанского исповедания» цвинглиан и католического «Опровержения», требование императора о ресекуляризации церковного имущества |
| 1532      | Регенсбург       | Карл V         | Утверждение общеимперского уголовного уложения (Constitutio Criminalis Carolina), предоставление субсидий на войну с турками, приостановление преследований протестантов |
| 1541      | Регенсбург       | Карл V         | Безрезультатный диспут между католиками и лютеранами |
| 1542      | Шпайер           | Фердинанд I    | Предоставление субсидий на войну с турками |
| 1542      | Нюрнберг         | Фердинанд I    | |
| 1543      | Нюрнберг         | Фердинанд I    | |
| 1544      | Шпайер           | Карл V         | Прекращение судебных процессов против протестантов, фактическое санкционирование секуляризации, предоставление субсидий на войну с Францией и турками |
| 1545      | Вормс            | Карл V         | Безрезультатные переговоры по вопросу реформы церкви |
| 1546      | Регенсбург       | Карл V         | Безрезультатный богословский диспут, имперская опала Гессену и Саксонии, подготовка Шмалькальденской войны |
| 1548      | Аугсбург         | Карл V         | «Рейхстаг в доспехах», Аугсбургское временное постановление по конфессиональным вопросам, утверждение общеимперского полицейского уложения, провал попыток реформирования империи, положение об Имперском камеральном суде, Бургундский договор о статусе Нидерландов, отстранение цехов от участия в муниципалитетах имперских городов |
| 1550/51   | Аугсбург         | Карл V         | Провал плана ротации императорского престола между австрийской и испанской линиями Габсбургов, изгнание цыган из Германии, повышение ставки имперского налога («общего пфеннига»), монетная реформа |
| 1555      | Аугсбург         | Фердинанд I    | Аугсбургский религиозный мир, утверждение принципа конфессионального паритета в работе Имперского камерального суда, передача функций поддержания земского мира имперским округам |
| 1557      | Регенсбург       | Фердинанд I    | Подтверждение религиозного мира, протест лютеран против «Духовной оговорки», предоставление субсидий для войны с турками |
| 1559      | Аугсбург         | Фердинанд I    | Предоставление субсидий для войны с турками, монетная реформа |
| 1566      | Аугсбург         | Максимилиан II | Признание декретов Тридентского собора, предоставление субсидий для войны с турками, фактическое признание кальвинизма, унификация денежной системы, опала против Вильгельма фон Грумбаха |
| 1567      | Регенсбург       | Максимилиан II | Предоставление субсидий для войны с турками, возмещение расходов на подавление восстания Грумбаха |
| 1570      | Шпайер           | Максимилиан II | Провал военной реформы, закон о книгопечатании, урегулирование спора о саксонском наследстве между эрнестинской и альбертинской линиями Веттинов |
| 1576      | Регенсбург       | Максимилиан II | Обсуждение «Духовной оговорки», смерть императора Максимилиана II |
| 1582      | Аугсбург         | Рудольф II     | Предоставление субсидий для войны с турками, запрет перехода права голоса епископств в рейхстаге после их секуляризации к протестантским администраторам, запрет имперским городам изменять конфессию, определение статуса старых и новых имперских князей                                                                              |
| 1594      | Регенсбург       | Рудольф II     | Предоставление субсидий для войны с турками, роспуск визитационной комиссии Имперского камерального суда |
| 1597/98   | Регенсбург       | Рудольф II     | Предоставление субсидий для войны с турками, создание комитета рейхстага для ревизии судебных актов Имперского камерального суда |
| 1603      | Регенсбург       | Рудольф II     | Предоставление субсидий для войны с турками, отказ утвердить приговор о реституции четырёх секуляризированных монастырей в Швабии |
| 1608      | Регенсбург       | Рудольф II     | Отказ утвердить решение о передаче Донаувёрта Баварии, срыв рейхстага курфюрстом Пфальцским, формирование Евангелической унии и Католической лиги |
| 1613      | Регенсбург       | Маттиас        | Срыв рейхстага из-за противоречий между католиками и протестантами |
| 1640/41   | Регенсбург       | Фердинанд III  | Подготовка Вестфальского мирного договора, введение необходимости обязательного утверждения рейхстагом решений императора о даровании статуса имперского сословия |
| 1653/54   | Регенсбург       | Фердинанд III  | Последнее послание к империи, возведение положений Вестфальского мирного договора в ранг имперского конституционного закона, утверждение нового процессуального уложения Имперского камерального суда |
| 1663-1806 | Регенсбург       |                | Постоянный рейхстаг |